# Arnulf (bisbe de Girona)
Arnulf (? - 17 d'abril del 970) fou abat de Ripoll (948-970) i bisbe de Girona entre els anys 954 i 970.
Arribà a ser abat el 17 d'octubre de 948. Balucio dona per bona la hipòtesi que fou Arnulf qui feu prendre al monestir de Ripoll la Regla de Sant Benet. Durant el seu abadiat amplià el claustre, les cases i la muralla. Se l'ha suposat el creador del scriptorium del monestir. El 951 viatjà amb altres notables catalans com el comte Sunifred de Cerdanya, el bisbe d'Urgell Guisad a fer peticions i butlles i privilegis del papa Agapit II per als seus dominis i diòcesis. D'ell obtingué Arnulf una butlla que confirmava les possessions que el monestir havia anat adquirint.
Segons un martirologi d'Ató a l'arxiu del bisbat de Girona remunta al dia 8 de setembre de 954 la seva consagració com a bisbe. Segons Roc d'Olzinelles i Miquel, el necrologi del monestir de Ripoll situa la mort d'Arnulf el 17 d'abril, el que correspon amb la data del martirologi d'Ató.
Arnulf consagrà el 19 d'octubre de 957 l'església de Sant Esteve de Banyoles reconstruïda per l'abat Hacfred, fent donació a aquesta església delmes, primícies i oblacions dels fidels d'Agemalo, Miliacas i altres. Aquell mateix dia també consagrà a petició de l'abat Aimeric del monestir Arulense dues esglésies properes pertanyents a aquest monestir. El 15 de gener de l'any 4 de Lotari els comtes Sunifred II de Cerdanya, Olivane, Oliva i la comtessa Ava de Cerdanya donaren a l'església de Girona la Vila de Calvós, al comtat de Besalú, la de Balbs i la Pinya a la Vall d'en Bas. Fou Arnulf qui consagrà a l'abat Teuter de Camprodon en el lloc de Jaufred que havia marxat de peregrinació.
El comte Miró feu donació d'un alou a la vila de Parets al comtat de Besalú (2 de febrer de 968), que havia rebut del seu germà el comte Sunifred II de Cerdanya. Aquest alou duia un historial funest, ja que originalment semblava pertànyer a un tal Adalbert revoltat contra el comte Guifré II de Besalú, a qui expulsà del seu poble perseguí i donà mort. Després dels fets Adalbert fugí abandonant totes les seves propietats, no sense abans vendre-les a Seniofred perquè posseís vitalíciament els béns venuts i després passessin a l'església. Aquest Seniofred era també un dels revoltats. Al cap de poc el germà del comte i del bisbe s'apoderà del castell i consultant amb jutges i doctors dictaren que els béns dels rebels passessin a mans del comte. Mort aquest passà a comte Miró el seu germà que la dona a l'església per al remei de les ànimes dels seus germans i per a la seva.